# Amaimon
Amaimon (grč. maimon, "strašno nasilje", "žestina") je, prema demonologiji, jedan od prinčeva u paklu. U knjizi Johanna Weyera Pseudomonarchia Daemonum opisan je kao kralj Zapada. Prema Knjizi svete magije Abra-Melina maga koju je preveo S. L. MacGregor Mathers, Amaiomon je jedan od osam potprinčeva. U rabinskoj tradiciji poznat je kao MHZAL, odnosno Mahazael. Spominje se i u raznim srednjovjekovnim grimorijima gdje se opisuje kao veoma moćan demon te piše da se tijekom razgovora s njime mora držati magični prsten pred ustima kako se čovjek ne bi otrovao od njegova smrdljiva i otrovna daha.